# Kuševac
Kuševac falu Horvátországban, Eszék-Baranya megyében. Közigazgatásilag Diakovárhoz tartozik.

## Fekvése
Diakovár központjától 4 km-re északra, Szlavónia középső részén, a Đakovštinán, a Diakovár-Vinkovci síkságon, a Diakovárt Eszékkel összekötő főút és vasút mentén, Diakovár és Široko Polje között fekszik ott, ahol a főút a Jošava-patakon áthalad.

## Története
A régészeti leletek tanúsága szerint a falu területe már az őskorban is lakott volt. A Diakovárról Eszékre vezető főút és az itteni téglagyár közelében található a „Grabrovac” nevű lelőhely, ahol 1980 óta folynak ásatások a városi múzeum munkatársainak vezetésével. Itt az újkőkorszakból, a kőrézkorból és a bronzkorból származó leletek is előkerültek. A leletek a Starčevo-kultúra, a Somogyvár–Vinkovci-kultúra és a vučedoli kultúra népeihez kapcsolódnak.
A falu nyugati határában a 18. században feltűnő Huszarevce falu feküdt. Az első katonai felmérés térképén „Huszarevcze” néven található. Lipszky János 1808-ban Budán kiadott repertóriumában „Huszarevcze” néven szerepel. Nagy Lajos 1829-ben kiadott művében „Huszarevcze” néven 51 házzal, 3 katolikus és 358 ortodox vallású lakossal találjuk. Huszarevce úgy tűnik, hogy ezután elnéptelenedett, mert a második katonai felmérés térképén már nem találjuk. Később, a 19. század második felében mezőgazdasági major épült a helyére. Ma a Kuševachoz tartozó Štrossmayerovo nevű, néhány házból álló telep állt a helyén. Az út északi oldalán még láthatók a régi major fennmaradt épületei is.
A mai falu helyén korábban erdő volt, melynek a Diakovár felőli részét Dračicének, a az Eszék felőli részét pedig Kuševacnak nevezték. A név a Kuzma személynévből eredhet. Ezen a helyen a 19. században csak egy ház állt, ez jól látható a második katonai felmérés térképén. A településnek 1890-ben 14, 1910-ben 5 lakosa volt. Verőce vármegye Diakovári járásának része volt. Az 1910-es népszámlálás adatai szerint lakossága horvát anyanyelvű volt. Az első világháború után 1918-ban az új szerb-horvát-szlovén állam, majd később (1929-ben) Jugoszlávia része lett. A falu a mai helyén lényegében a második világháború után népesült be az azonos nevű erdő területén. Lakossága a város közelségének köszönhetően különösen az 1960-as és 1970-es években nőtt ugrásszerűen. Plébániáját 1975-ben alapították. 1991-től a független Horvátországhoz tartozik. 1991-ben lakosságának 98%-a horvát nemzetiségű volt. 2011-ben a településnek 1028 lakosa volt.

## Lakossága
| Lakosság változása | Lakosság változása | Lakosság változása | Lakosság változása | Lakosság változása | Lakosság változása | Lakosság változása | Lakosság változása | Lakosság változása | Lakosság változása | Lakosság változása | Lakosság változása | Lakosság változása | Lakosság változása | Lakosság változása | Lakosság változása |
| ------------------ | ------------------ | ------------------ | ------------------ | ------------------ | ------------------ | ------------------ | ------------------ | ------------------ | ------------------ | ------------------ | ------------------ | ------------------ | ------------------ | ------------------ | ------------------ |
| 1857               | 1869               | 1880               | 1890               | 1900               | 1910               | 1921               | 1931               | 1948               | 1953               | 1961               | 1971               | 1981               | 1991               | 2001               | 2011               |
| 0                  | 0                  | 0                  | 14                 | 8                  | 5                  | 5                  | 0                  | 127                | 159                | 266                | 739                | 913                | 925                | 953                | 1.028              |

(1931-ben lakosságát Viškovcihoz számították.)

## Nevezetességei
A Rózsafüzér királynője tiszteletére szentelt római katolikus plébániatemploma.

## Kultúra
A KUD „Kuševac” település kulturális és művészeti egyesülete 2007 óta működik. Az egyesület 2008 óta minden évben megrendezi a „Selo moje na brdašcu” folklórfesztivált, melyen a környékbeli folklórcsoportokon kívül külföldi csoportok is részt vesznek.

## Oktatás
A településen a Josip Antun Čolnić elemi iskola alsó tagozatos területi iskolája működik. A felsős diákok Diakovárra járnak iskolába. Az iskola épülete 1999-ben épült.

## Sport
Az NK Kuševac labdarúgóklubot 1969-ben alapították. A csapat a megyei 1. ligában szerepel.